# Jour de la Révolution
6 fructidor 6 vendémiaire
Le sextidi 6e jour complémentaire, officiellement dénommé jour de la Révolution, est le 366e jour de l'année du calendrier républicain des années sextiles ( III,  VII et  XI).

## Événements
- An III : 22 septembre 1795
- An VII : 22 septembre 1799
- An XI : 23 septembre 1803